# Viaje interplanetario

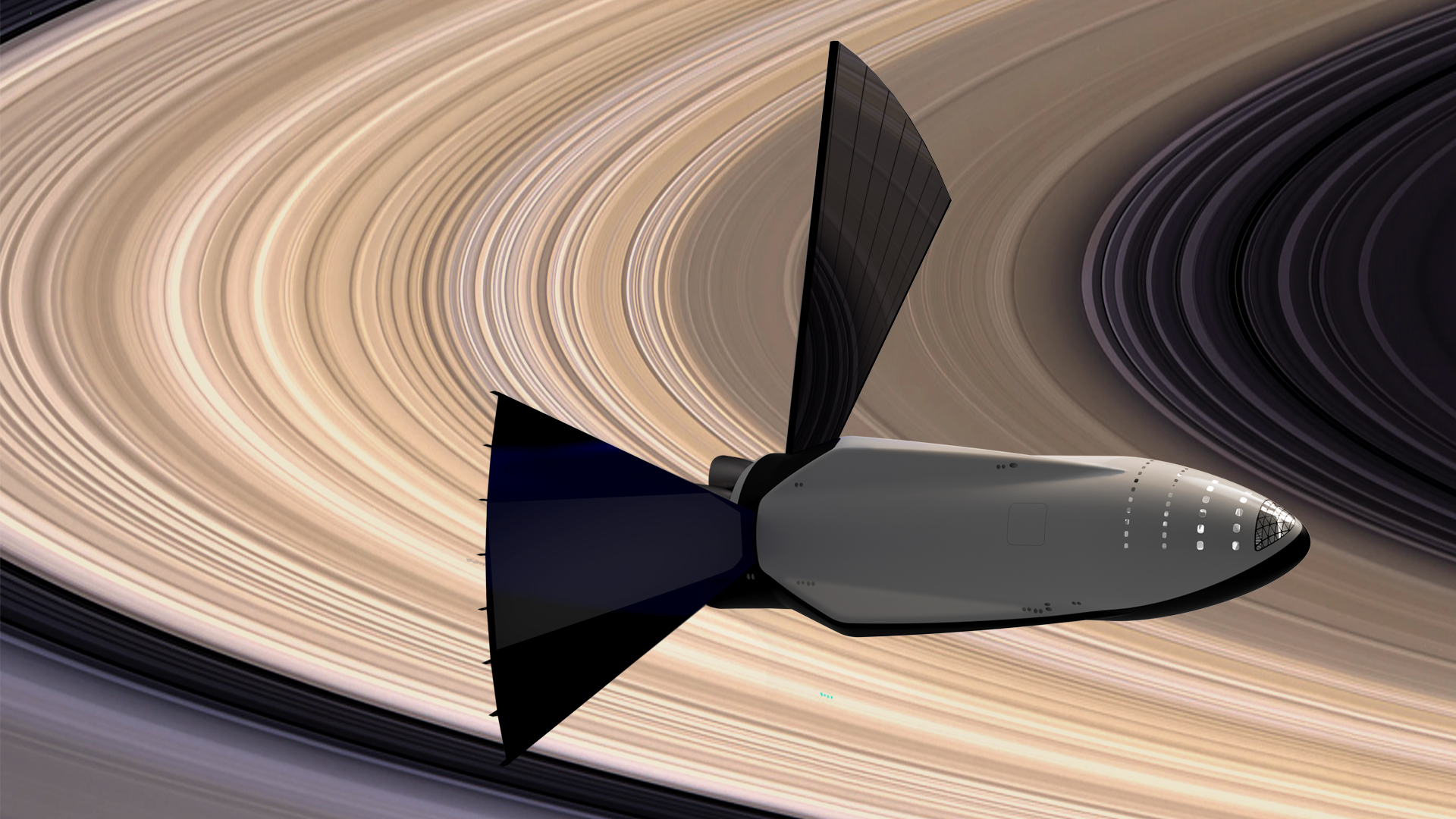
Impresión artística de la Nave Espacial Interplanetaria de SpaceX cerca de los anillos de Saturno.

Los viajes interplanetarios o vuelos espaciales interplanetarios son un tipo de viaje espacial —tripulado o no tripulado— que se desarrolla entre planetas de un mismo sistema solar. Se diferencian de los viajes interestelares, que implican el tránsito entre estrellas separadas por distancias de miles de años luz y que, en la actualidad, permanecen en el terreno de la especulación científica o la ciencia ficción, a menudo vinculados a conceptos como el hiperespacio y la ópera espacial.
La tecnología espacial contemporánea ha permitido realizar múltiples misiones interplanetarias no tripuladas. Desde mediados del siglo XX, diversas sondas han explorado todos los planetas observables del Sistema Solar, así como los planetas enanos Plutón y Ceres, además de numerosos asteroides y cometas. En cuanto a misiones tripuladas, el programa Apolo logró alunizar en varias ocasiones entre 1969 y 1972, y existen proyectos —en distintas fases de desarrollo— para enviar astronautas a Marte, e incluso propuestas para explorar Venus o Mercurio.
Históricamente, los vehículos espaciales han empleado motores cohete químicos, tecnología que aún se utiliza en cohetes como el Ariane o el Falcon Heavy, capaces de colocar cargas en órbita terrestre. Hasta su retirada en 2011, el transbordador espacial de la NASA operaba vuelos regulares a la Estación Espacial Internacional (EEI). Sin embargo, la autonomía y eficiencia de los motores químicos son limitadas, lo que hace que los viajes a destinos más alejados sean costosos y técnicamente complejos.
Entre los desafíos para el futuro de la exploración interplanetaria destacan:
- El desarrollo de sistemas de propulsión más eficientes, como los motores iónicos, la propulsión nuclear térmica o la propulsión eléctrica solar.
- La optimización del uso de combustible y la reducción de costos de lanzamiento.
- La utilización de recursos in situ, como agua, oxígeno o energía solar, para sostener misiones de larga duración.
- La mejora de la protección frente a la radiación espacial y otros riesgos para la tripulación.

En la ciencia ficción, los viajes interplanetarios han sido escenario recurrente para tramas que exploran posibilidades como la minería de asteroides, la colonización de otros cuerpos celestes y la supervivencia de la especie humana ante un posible desastre global en la Tierra.

## Logros actuales de los viajes interplanetarios

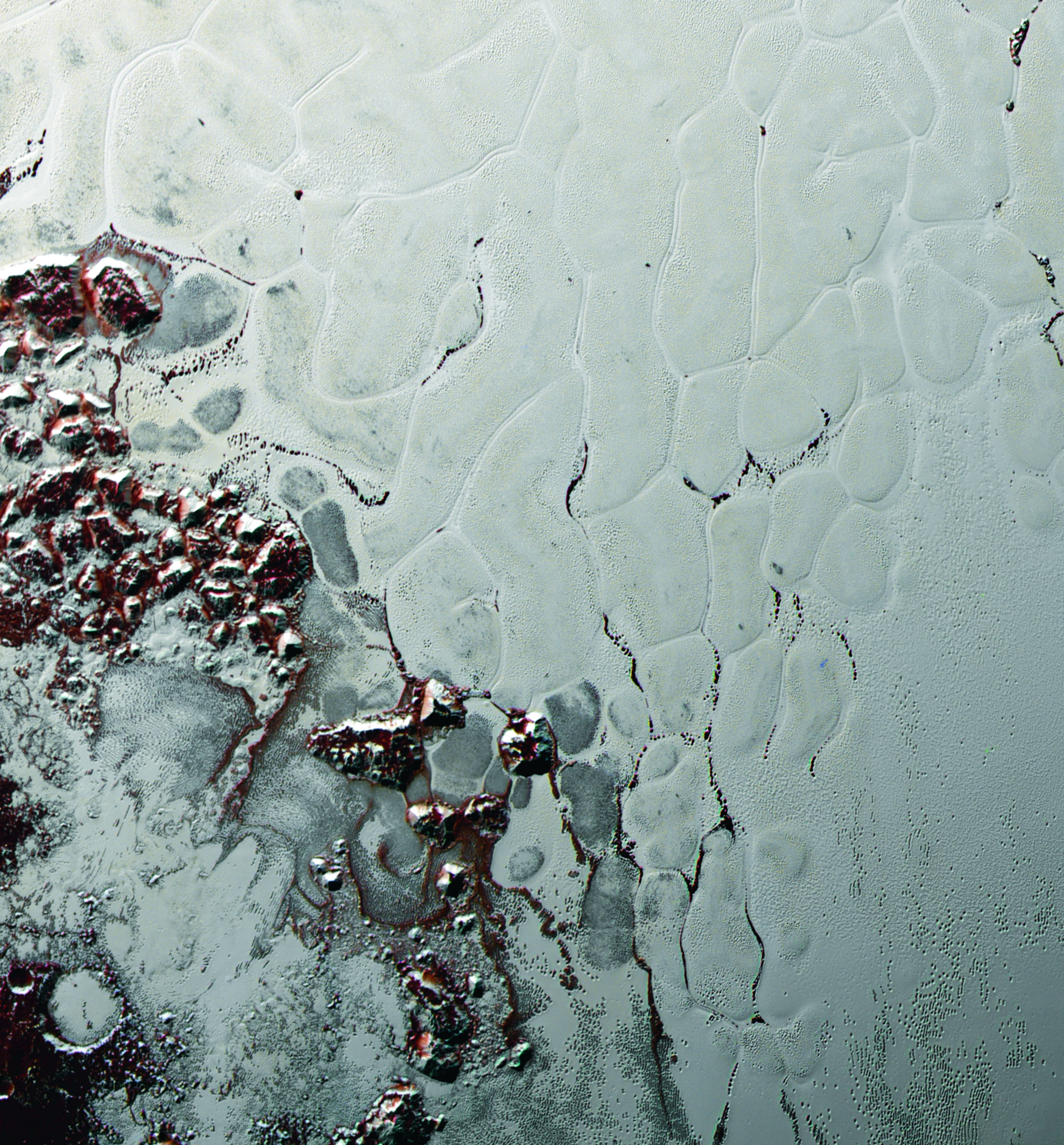
Las llanuras de Plutón, vistas por New Horizons tras su viaje de casi 10 años.

Las sondas espaciales guiadas por control remoto han pasado por todos los planetas del Sistema Solar, desde Mercurio hasta Neptuno, y la sonda New Horizons ha pasado por el planeta enano Plutón y la nave Dawn orbita actualmente el planeta enano Ceres. Las naves más lejanas, Voyager 1 y Voyager 2 han abandonado el Sistema Solar a partir del 8 de diciembre de 2018, mientras que Pioneer 10, Pioneer 11 y New Horizons están en camino de abandonarlo.
En general, los orbitadores y aterrizadores planetarios devuelven información mucho más detallada y completa que las misiones de vuelo. Se han puesto en órbita sondas espaciales alrededor de los cinco planetas conocidos por los antiguos: Las primeras fueron Venus (Venera 7, 1970), Marte (Mariner 9, 1971), Júpiter (Galileo, 1995), Saturno (Cassini/Huygens, 2004), y más recientemente Mercurio (MESSENGER, marzo de 2011), y han devuelto datos sobre estos cuerpos y sus satélites naturales.
La misión NEAR Shoemaker orbitó en 2000 el gran asteroide cercano a la Tierra 433 Eros, e incluso se posó allí con éxito, aunque no había sido diseñada con esta maniobra en mente. En 2005, la nave espacial japonesa Hayabusa basada en propulsores iónicos, también orbitó el pequeño asteroide cercano a la Tierra 25143 Itokawa, aterrizando en él brevemente y devolviendo a la Tierra granos de su superficie. Otra misión de propulsión iónica, Dawn, orbitó el gran asteroide Vesta (julio de 2011 - septiembre de 2012) y posteriormente se desplazó al planeta enano Ceres, al que llegó en marzo de 2015.
Aterrizadores teledirigidos como Viking, Pathfinder y los dos Mars Exploration Rovers han aterrizado en la superficie de Marte y varias naves Venera y Vega han aterrizado en la superficie de Venus. La sonda Huygens aterrizó con éxito en la luna de Saturno, Titán.
No se han enviado misiones con tripulación a ningún planeta del Sistema Solar. Sin embargo, el programa Apolo de la NASA llevó a doce personas a la Luna y las devolvió a la Tierra. La Visión para la Exploración Espacial Americana, introducida originalmente por el presidente estadounidense George W. Bush y puesta en práctica a través del programa Constellation, tenía como objetivo a largo plazo enviar eventualmente astronautas humanos a Marte. Sin embargo, el 1 de febrero de 2010, el presidente Barack Obama propuso cancelar el programa en el año fiscal 2011. Un proyecto anterior que recibió una planificación importante por parte de la NASA incluía un vuelo tripulado a Venus en la misión Manned Venus Flyby, pero se canceló cuando el Programa de Aplicaciones Apolo se terminó debido a los recortes presupuestarios de la NASA a finales de la década de 1960.

## Razones para los viajes interplanetarios

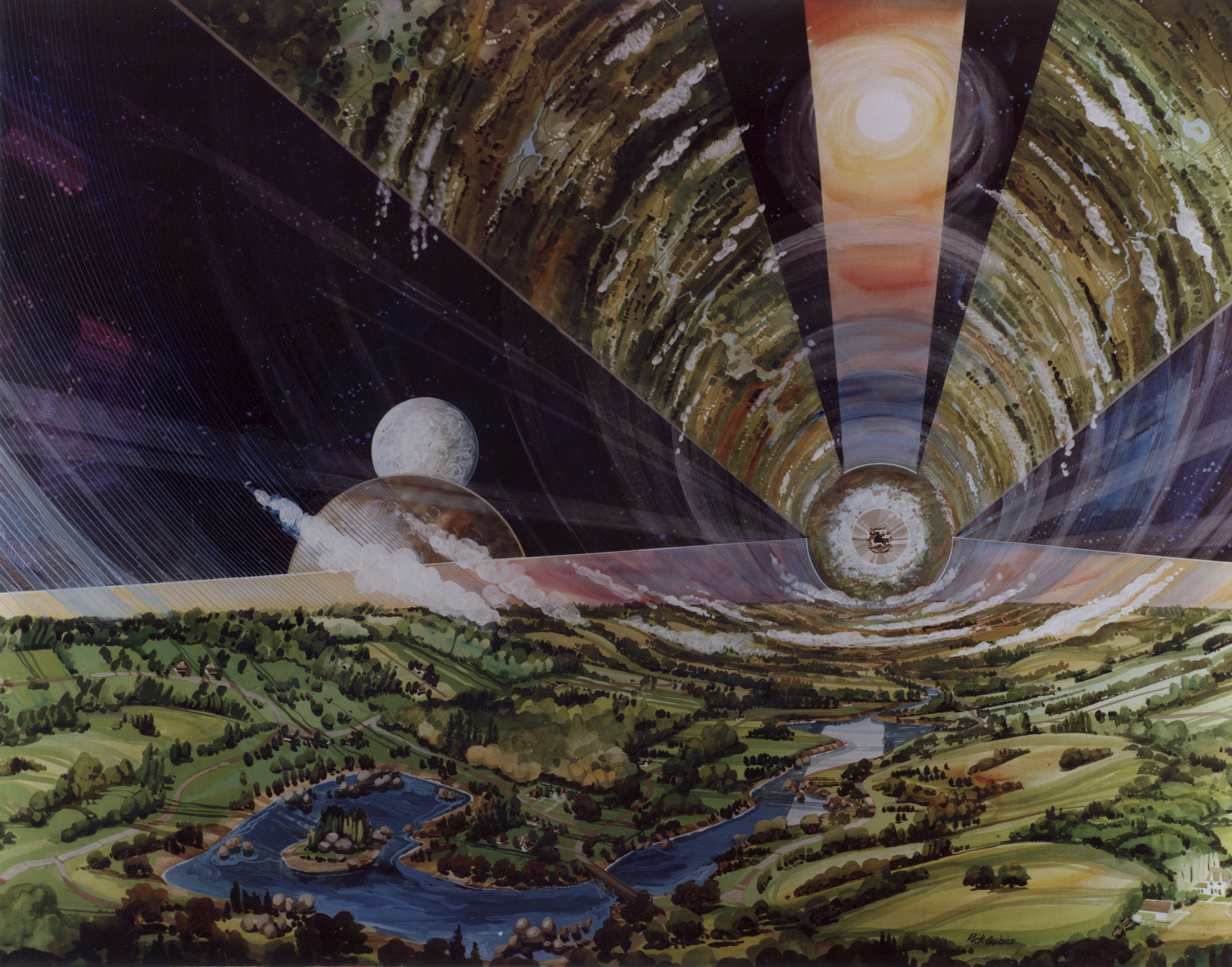
Colonia espacial en el cilindro de O'Neill.

Los costes y el riesgo de los viajes interplanetarios reciben mucha publicidad; ejemplos espectaculares son las averías o los fracasos completos de las sondas sin tripulación humana, como Mars 96, Deep Space 2 y Beagle 2 (el artículo Lista de sondas del Sistema Solar ofrece una lista completa).
Muchos astrónomos, geólogos y biólogos creen que la exploración del Sistema Solar proporciona conocimientos que no podrían obtenerse mediante observaciones desde la superficie terrestre o desde la órbita de la Tierra. Pero no se ponen de acuerdo sobre si las misiones tripuladas por humanos suponen una aportación científica útil: algunos piensan que las sondas robóticas son más baratas y seguras, mientras que otros sostienen que los astronautas o los científicos del espacio, asesorados por científicos de la Tierra, pueden responder con más flexibilidad e inteligencia a las características nuevas o inesperadas de la región que están explorando.
Los que pagan estas misiones (principalmente en el sector público) suelen estar más interesados en los beneficios para ellos mismos o para la raza humana en su conjunto. Hasta ahora, los únicos beneficios de este tipo han sido las tecnologías "derivadas" que se desarrollaron para las misiones espaciales y que luego resultaron ser al menos igual de útiles en otras actividades (la NASA hace publicidad de los productos derivados de sus actividades).
Otras motivaciones prácticas para los viajes interplanetarios son más especulativas, porque nuestras tecnologías actuales aún no están lo suficientemente avanzadas como para apoyar proyectos de prueba. Pero los escritores de ciencia ficción tienen un historial bastante bueno en la predicción de tecnologías futuras, por ejemplo los satélites de comunicaciones geosincrónicos (Arthur C. Clarke) y muchos aspectos de la tecnología informática (Mack Reynolds).
Muchos relatos de ciencia ficción describen detalladamente cómo se podrían extraer minerales de los asteroides y energía de fuentes como los paneles solares orbitales (no obstaculizados por las nubes) y el fortísimo campo magnético de Júpiter. Algunos señalan que esas técnicas pueden ser la única manera de proporcionar un nivel de vida creciente sin que la contaminación o el agotamiento de los recursos de la Tierra (por ejemplo, el pico del petróleo) lo impidan.
Por último, la colonización de otras partes del Sistema Solar evitaría que toda la especie humana fuera exterminada por alguno de los posibles acontecimientos (véase Extinción humana). Uno de estos posibles acontecimientos es el impacto de un asteroide como el que pudo provocar la extinción del Cretácico-Paleógeno. Aunque varios proyectos Spaceguard vigilan el Sistema Solar en busca de objetos que puedan acercarse peligrosamente a la Tierra, las estrategias actuales de desviación de asteroides son rudimentarias y no se han probado. Para dificultar aún más la tarea, las condritas carbonáceas tienen bastante hollín y, por tanto, son muy difíciles de detectar. Aunque se cree que las condritas carbonosas son raras, algunas son muy grandes y el presunto "asesino de dinosaurios" podría haber sido una condrita carbonosa.
Algunos científicos, entre ellos miembros del Instituto de Estudios Espaciales, sostienen que la gran mayoría de la humanidad acabará viviendo en el espacio y se beneficiará de ello.

## Técnicas de viaje económicas
Uno de los principales retos de los viajes interplanetarios es producir los grandes cambios de velocidad necesarios para viajar de un cuerpo a otro del Sistema Solar.
Debido a la atracción gravitatoria del Sol, una nave espacial que se aleje del Sol se ralentizará, mientras que una nave espacial que se acerque se acelerará. Además, dado que dos planetas cualesquiera están a diferentes distancias del Sol, el planeta del que parte la nave espacial se mueve alrededor del Sol a una velocidad diferente a la del planeta al que viaja la nave (de acuerdo con la Tercera Ley de Kepler). Debido a estos hechos, una nave espacial que desee trasladarse a un planeta más cercano al Sol debe disminuir su velocidad con respecto al Sol en una gran cantidad para poder interceptarlo, mientras que una nave espacial que viaje a un planeta más alejado del Sol debe aumentar su velocidad sustancialmente. Luego, si además la nave desea entrar en órbita alrededor del planeta de destino (en lugar de limitarse a pasar junto a él), debe igualar la velocidad orbital del planeta alrededor del Sol, lo que suele requerir otro gran cambio de velocidad.
Hacerlo por la fuerza bruta -acelerar en la ruta más corta hacia el destino y luego igualar la velocidad del planeta- requeriría una cantidad de combustible extremadamente grande. Y el combustible necesario para producir estos cambios de velocidad tiene que ser lanzado junto con la carga útil, por lo que se necesita aún más combustible para poner en órbita tanto la nave como el combustible necesario para su viaje interplanetario. Por ello, se han ideado varias técnicas para reducir las necesidades de combustible en los viajes interplanetarios.
Como ejemplo de los cambios de velocidad implicados, una nave espacial que viaja desde la órbita baja de la Tierra a Marte utilizando una trayectoria simple debe sufrir primero un cambio de velocidad (también conocido como delta-v), en este caso un aumento, de unos 3,8 km/s. A continuación, tras interceptar Marte, debe cambiar su velocidad en otros 2,3 km/s para igualar la velocidad orbital de Marte alrededor del Sol y entrar en una órbita en torno a él. A modo de comparación, el lanzamiento de una nave espacial a la órbita baja de la Tierra requiere un cambio de velocidad de unos 9,5 km/s.

### Traslados de Hohmann

Órbita de transferencia de Hohmann: una nave espacial parte del punto 2 de la órbita de la Tierra y llega al punto 3 de la de Marte (no a escala).

Durante muchos años, los viajes interplanetarios económicos implicaron el uso de la órbita de transferencia de Hohmann. Hohmann demostró que la ruta de menor energía entre dos órbitas cualesquiera es una órbita elíptica que forma una tangente a las órbitas de partida y de destino. Una vez que la nave llega, una segunda aplicación de empuje volverá a circular la órbita en la nueva ubicación. En el caso de las transferencias planetarias, esto significa dirigir la nave espacial, originalmente en una órbita casi idéntica a la de la Tierra, para que el afelio de la órbita de transferencia esté en el lado lejano del Sol, cerca de la órbita del otro planeta. Una nave espacial que viaje de la Tierra a Marte por este método llegará cerca de la órbita de Marte en aproximadamente 8,5 meses, pero como la velocidad orbital es mayor cuando está más cerca del centro de masa (es decir, el Sol) y más lenta cuando está más lejos del centro, la nave espacial viajará bastante lentamente y una pequeña aplicación de empuje es todo lo que se necesita para ponerla en una órbita circular alrededor de Marte. Si la maniobra está bien programada, Marte estará "llegando" bajo la nave cuando esto ocurra.
La transferencia de Hohmann se aplica a dos órbitas cualesquiera, no sólo a las que tienen planetas involucrados. Por ejemplo, es la forma más común de transferir satélites a la órbita geoestacionaria, después de haber sido "aparcados" en la órbita terrestre baja. Sin embargo, la transferencia Hohmann requiere un tiempo similar a ½ del período orbital de la órbita exterior, por lo que en el caso de los planetas exteriores son muchos años, demasiado tiempo para esperar. También se basa en la suposición de que los puntos en ambos extremos no tienen masa, como en el caso de la transferencia entre dos órbitas alrededor de la Tierra, por ejemplo. Con un planeta en el extremo de destino de la transferencia, los cálculos se vuelven considerablemente más difíciles.

### Asistencia gravitatoria

Ejemplo simplificado de asistencia gravitatoria: la velocidad de la nave espacial cambia hasta el doble de la velocidad del planeta.

Gráfico de la velocidad heliocéntrica de la Voyager 2 frente a su distancia al Sol, que ilustra el uso de la asistencia gravitatoria para acelerar la nave por Júpiter, Saturno y Urano. Para observar Tritón, la Voyager 2 pasó por encima del polo norte de Neptuno, lo que supuso una aceleración fuera del plano de la eclíptica y una reducción de la velocidad para alejarse del Sol.

La técnica de la asistencia gravitatoria utiliza la gravedad de los planetas y las lunas para cambiar la velocidad y la dirección de una nave espacial sin utilizar combustible. En un ejemplo típico, se envía una nave espacial a un planeta lejano en una trayectoria mucho más rápida que la que requeriría la transferencia de Hohmann. Esto significaría normalmente que llegaría a la órbita del planeta y continuaría más allá de ella. Sin embargo, si hay un planeta entre el punto de partida y el objetivo, se puede utilizar para doblar la trayectoria hacia el objetivo, y en muchos casos el tiempo total de viaje se reduce considerablemente. Un ejemplo de ello son las dos naves del programa Voyager, que utilizaron la asistencia gravitatoria para cambiar de trayectoria varias veces en el Sistema Solar exterior. Es difícil utilizar este método para viajes en el interior del Sistema Solar, aunque es posible utilizar otros planetas cercanos como Venus o incluso la Luna en viajes a los planetas exteriores.
Esta maniobra sólo puede cambiar la velocidad de un objeto en relación con un tercer objeto no implicado, posiblemente el "centro de masa" o el Sol. La velocidad de los dos objetos implicados en la maniobra no varía entre sí. El Sol no puede ser utilizado en una asistencia gravitatoria porque es estacionario en comparación con el resto del Sistema Solar, que orbita alrededor del Sol. Se puede utilizar para enviar una nave espacial o una sonda a la galaxia porque el Sol gira alrededor del centro de la Vía Láctea.

### Asistencia potenciada
Una asistencia potenciada es el uso de un motor de cohete en el momento de la máxima aproximación a un cuerpo (periapsis) o en torno a ella. El uso en este punto multiplica el efecto de la delta-v, y da un efecto mayor que en otros momentos.

### Órbitas difusas
Los ordenadores no existían cuando se propusieron por primera vez las órbitas de transferencia de Hohmann (1925) y eran lentos, caros y poco fiables cuando se desarrollaron las asistencias gravitacionales (1959). Los recientes avances informáticos han permitido explotar muchas más características de los campos gravitatorios de los cuerpos astronómicos y, por tanto, calcular trayectorias aún más económicas. Se han calculado trayectorias que unen los puntos de Lagrange de los distintos planetas en la llamada Red de Transporte Interplanetario. Estas "órbitas difusas" utilizan mucha menos energía que los traslados de Hohmann, pero son mucho, mucho más lentas. No son prácticas para las misiones con tripulación humana porque suelen tardar años o décadas, pero pueden ser útiles para el transporte de gran volumen de productos básicos de bajo valor si la humanidad desarrolla una economía basada en el espacio.

### Aerofrenado

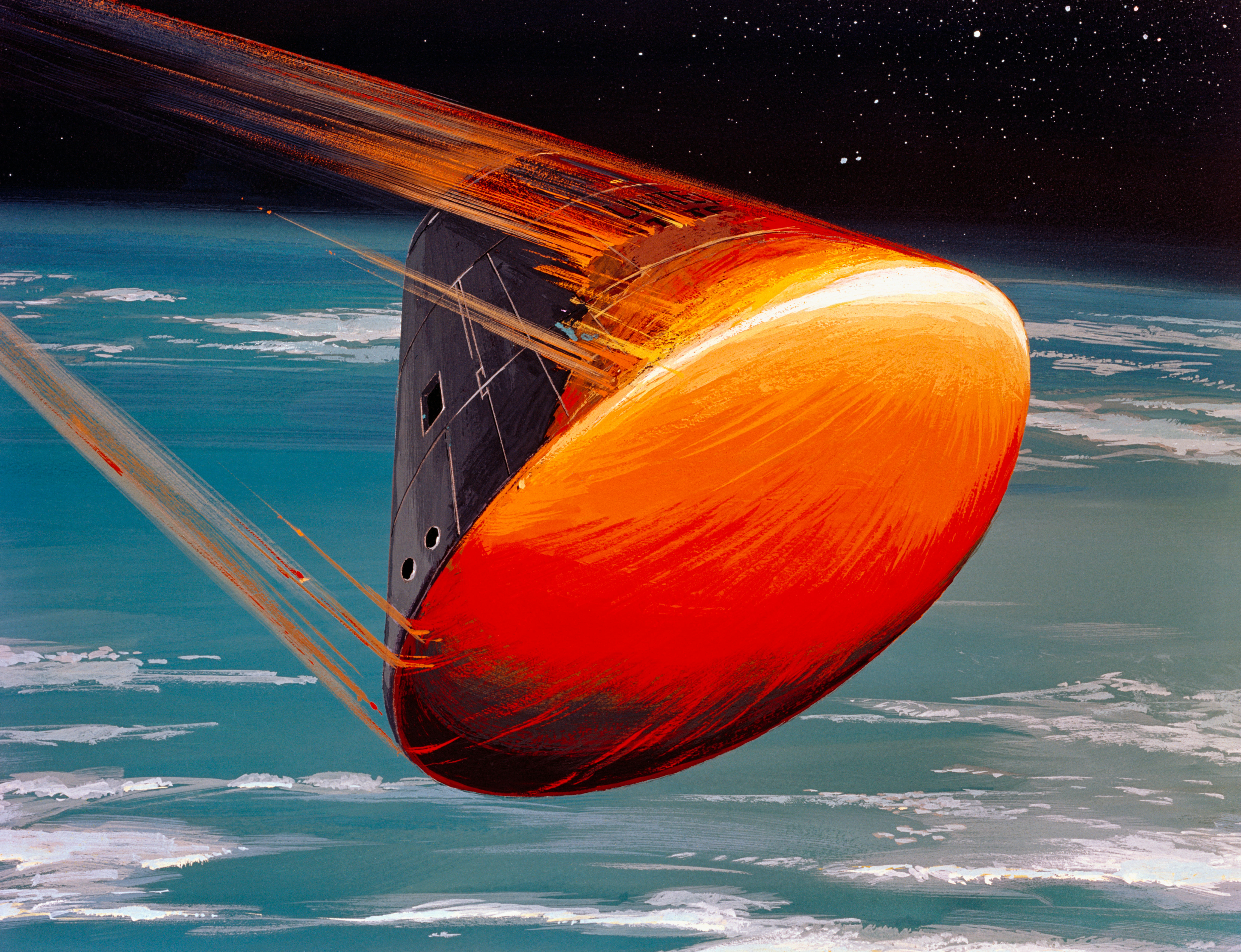
El módulo de mando del Apolo volando con un ángulo de ataque elevado para frenar al rozar la atmósfera (interpretación artística).

El aerofrenado utiliza la atmósfera del planeta objetivo para reducir la velocidad. Se utilizó por primera vez en el programa Apolo, en el que la nave que regresaba no entraba en la órbita terrestre, sino que utilizaba un perfil de descenso vertical en forma de S (comenzando con un descenso inicialmente pronunciado, seguido de una nivelación, seguido de un ligero ascenso, seguido de un retorno a una tasa de descenso positiva continuando con el chapoteo en el océano) a través de la atmósfera terrestre para reducir su velocidad hasta que el sistema de paracaídas pudiera desplegarse permitiendo un aterrizaje seguro. El aerofrenado no requiere una atmósfera densa; por ejemplo, la mayoría de los aterrizadores de Marte utilizan esta técnica, y la atmósfera de Marte sólo tiene un 1% de grosor que la de la Tierra.
El aerofrenado convierte la energía cinética de la nave en calor, por lo que requiere un escudo térmico para evitar que la nave se queme. Por ello, el aerofrenado sólo es útil en los casos en que el combustible necesario para transportar el escudo térmico hasta el planeta es menor que el que se necesitaría para frenar una nave sin escudo encendiendo sus motores. Esto puede solucionarse creando escudos térmicos a partir de material disponible cerca del objetivo.

## Tecnologías mejoradas y metodologías
Se propusieron algunas tecnologías que ahorran combustible y al mismo tiempo permiten un viaje más veloz que el resultante de la metodología tradicional que usa los traslados de Hohmann. Algunos son aún modelos en fase teórica mientras que otros han sido probados en las misiones aeroespaciales. Por ejemplo, la misión Deep Space 1 fue una demostración exitosa acerca del uso de un propulsor iónico. 
En general, las tecnologías mejoradas apuntan a: 
- Sistemas de propulsión aeroespacial que combinen el uso de combustible dentro de límites razonables con mayor velocidad de viaje.
- Uso de energía solar y su aprovechamiento en el lugar para evitar o minimizar la tarea de cargar componentes y combustible desde la superficie terrestre y en contraposición a la gravedad terrestre.
- Nuevos métodos de uso de energía en diferentes locaciones o de otras maneras que puedan reducir el tiempo de transporte o el costo por unidad de masa del transporte espacial.

Además de lograr viajes más rápidos o económicos, las mejoras enunciadas también podrían redundar en diseño de naves más grandes (dentro de los márgenes de la seguridad aeroespacial) al reducir la necesidad de realizar aeronaves livianas. 